# Song Ningzong

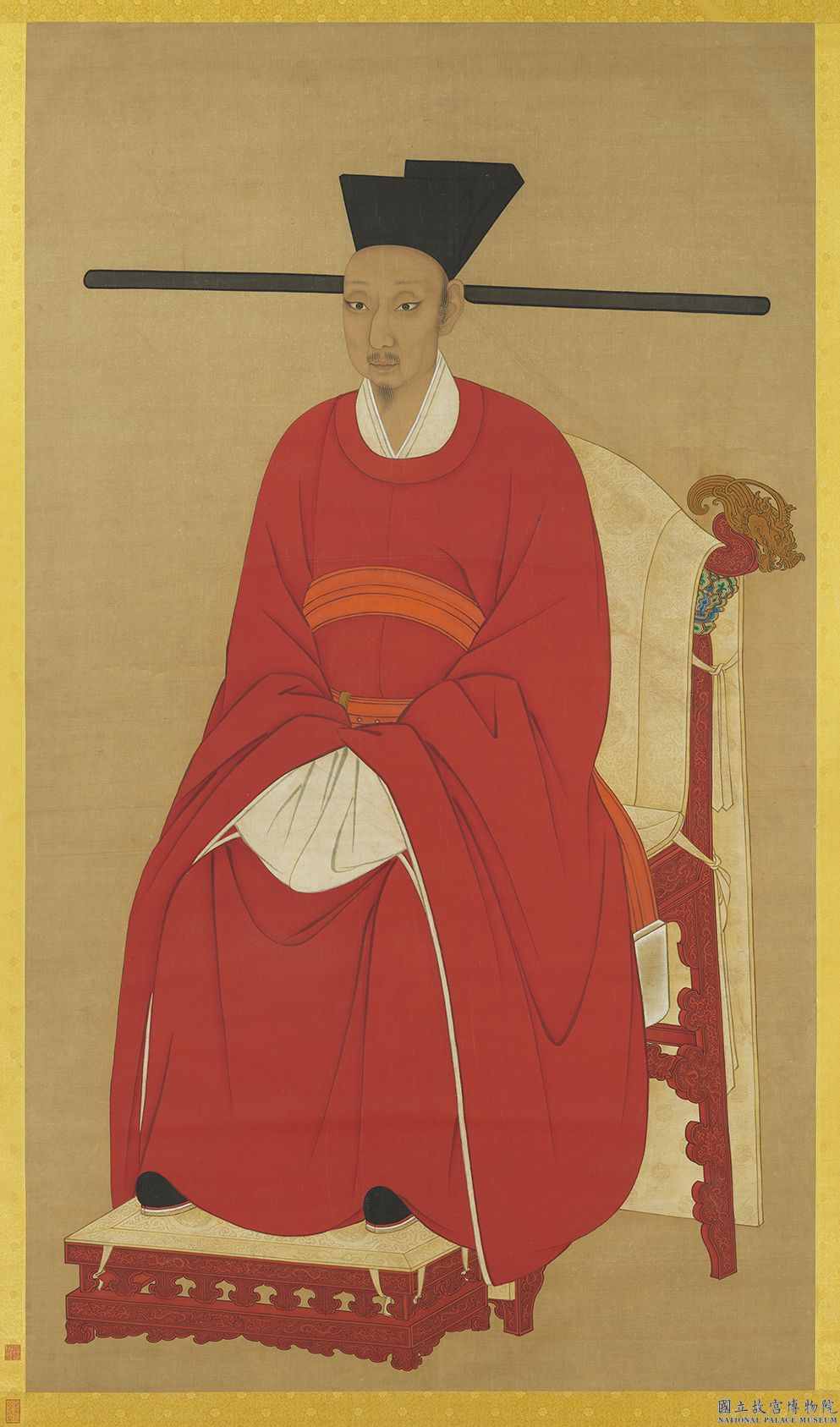
Song Ningzong

Ningzong (chinesisch 寧宗 / 宁宗, Pinyin Níngzōng, W.-G. Ning-tsung; * 19. November 1168 in Hangzhou; † 17. September 1224 ebenda), persönlicher Name Zhao Kuo, war der 13. Kaiser der Song-Dynastie und damit der 4. Kaiser der Südlichen Song-Dynastie. Er herrschte über das Kaiserreich China von 1194 bis zu seinem Tod 1224.

## Leben
Ningzong war der zweite Sohn und das einzige überlebende Kind von Kaiser Guangzong, dem er 1194 nach dessen Abdankung auf den Thron folgte. Seine Mutter war Kaiserin Li († 1200).
Ningzong hegte eine große Abneigung gegenüber dem Neokonfuzianismus und ließ 1196 die Klassikerinterpretationen von Zhu Xi, einem bedeutenden Vertreter dieser religiös-philosophischen Lehre, als heterodox erklären. 1197 wurden die Anhänger von dessen Lehre proskribiert; drei Jahre später starb Zhu Xi.
Während der Regierungszeit Ningzongs kam es zu einer steigenden Inflation. Der Kaiser war politisch desinteressiert und leicht beeinflussbar. Er wurde von seinem mächtigen Kanzler Han Tuozhou beherrscht. 1197 brach in Guangdong eine Revolte wegen des Missbrauchs der Salzsteuer aus. 1199 untersagte der Kaiser den in China tätigen koreanischen und japanischen Händlern die Ausfuhr von Kupfermünzen.
Nach dem Tod von Ningzongs erster Hauptgemahlin, Kaiserin Han († 1200), rückte in deren Stellung die aus niederen Verhältnissen stammende Kaiserin Yang (1162–1232) ein. Sie war sechs Jahre älter als Ningzong und hatte dessen Aufmerksamkeit bereits erregt, als er noch Kronprinz gewesen war. Gegen den Widerstand von Han Tuozhou stieg sie zu Ningzongs zweiter Hauptgemahlin auf, wurde 1203 gekrönt und nahm ebenfalls eine beherrschende Stellung am Hof ein.
Der Kanzler Han Tuozhou begann 1206 einen Krieg gegen das Jin-Reich, um lange zuvor verlorengegangene Territorien in Nordchina zurückzuerobern. Die Offensive verlief anfangs erfolgreich, doch bei einem Gegenstoß der Jin wendete sich das Blatt, obwohl sich einige Städte des Song-Reichs energisch gegen die Attacken der Jin-Heere verteidigten. Außerdem ging Wu Xi, der Provinzkommandant von Sichuan, im Dezember 1206 zu den Jin über. Wegen der Bedrohung durch die aufsteigende Macht der Mongolen unter deren Herrscher Dschingis Khan fanden sich die Jin zu Verhandlungen bereit, und bald nach der Ermordung von Han Tuozhou infolge eines Offiziersputschs (Dezember 1207) kam es zum Friedensschluss. Der Grenzverlauf blieb unverändert, doch hatte sich Ningzong zur Zahlung einer Kriegsentschädigung und zu erhöhten Warenlieferungen und Tributen zu verpflichten.
Die einflussreiche Position von Han Tuozhou übernahm nun ein bedeutender Berater bei Hof, Shi Miyuan, mit dem die Kaiserin Yang in den nächsten Jahrzehnten eng kooperierte. Unter anderem beendete Shi Miyuan die Unterdrückung der neokonfuzianischen Schule von Zhu Xi und stabilisierte die Regierung. 1221 verbündete sich Ningzong mit den Mongolen gegen das Jin-Reich. Nach seinem Tod 1224 war keiner seiner Söhne mehr am Leben; sein Nachfolger wurde Lizong.